# Dan Folke
Dan Folke (født 11. marts 1906 på Frederiksberg, død 16. september 1954 i København) var en dansk komponist, tekstforfatter, forlags- og teaterdirektør.
Han blev student i 1924 fra Frederiksberg Gymnasium, og havde da allerede skrevet flere melodier til københavnske revyer Scala Revyen, Co-Optimisterne og Apolloteatret.
Han kom i boghandlerlære på C.A. Reitzels Forlag og var ansat der til 1928. Efter læretiden blev han 1928 knyttet til Wilhelm Hansen indtil 1936. I to sæsoner, 1936 og 1937, var Folke direktør for Bellevueteatret og kom derefter tilbage til Reitzels forlag 1938-39, denne gang som direktør. 1939 ansattes han som prokurist i virksomhederne under Egmont H. Petersens Fond og blev i 1942 direktør. Her var det især bladudgivelsen han tog sig af og det blev ham som bl.a. indførte Reader's Digest og Walt Disneys blade på det danske marked.
Sammen Arvid og Børge Müller skrev han teksterne til "Glemmer du" og "Gå med i lunden".